# Lunjkovec
Lunjkovec – wieś w Chorwacji, w żupanii varażdińskiej, w gminie Mali Bukovec. W 2011 roku liczyła 215 mieszkańców.